# Папа Бенедикт XIII
Папа Бенедикт XIII (лат. Benedictus Tertius Decimus; 2. фебруар 1649 —  21. фебруар 1730) је био 245. папа од 29. маја 1724. до 21. фебруара 1730.
Припадао је породици Орсини.